# Apocalyptica/Diskografie
Diese Diskografie ist eine Übersicht über die musikalischen Werke der finnischen Cello-Rock-Band Apocalyptica. Den Quellenangaben und Schallplattenauszeichnungen zufolge hat sie bisher mehr als 880.000 Tonträger verkauft, davon in ihrem Heimatland über 30.000. Ihre erfolgreichste Veröffentlichung ist das Debütalbum Plays Metallica by Four Cellos mit mehr als 320.000 verkauften Einheiten.

## Alben

### Studioalben
| Jahr | Titel                          | Höchstplatzierung, Gesamtwochen, AuszeichnungChartplatzierungen (Jahr, Titel, Platzierungen, Wochen, Auszeichnungen, Anmerkungen) | Höchstplatzierung, Gesamtwochen, AuszeichnungChartplatzierungen (Jahr, Titel, Platzierungen, Wochen, Auszeichnungen, Anmerkungen) | Höchstplatzierung, Gesamtwochen, AuszeichnungChartplatzierungen (Jahr, Titel, Platzierungen, Wochen, Auszeichnungen, Anmerkungen) | Höchstplatzierung, Gesamtwochen, AuszeichnungChartplatzierungen (Jahr, Titel, Platzierungen, Wochen, Auszeichnungen, Anmerkungen) | Höchstplatzierung, Gesamtwochen, AuszeichnungChartplatzierungen (Jahr, Titel, Platzierungen, Wochen, Auszeichnungen, Anmerkungen) | Anmerkungen                                                  |
| Jahr | Titel                          | DE | AT | CH | US | FI | Anmerkungen                                                  |
| ---- | ------------------------------ | --- | --- | --- | --- | --- | ------------------------------------------------------------ |
| 1996 | Plays Metallica by Four Cellos | DE— GoldDE | — | — | — | FI7 Platin · (19 Wo.)FI | Erstveröffentlichung: 3. Oktober 1996 Verkäufe: + 323.303    |
| 1998 | Inquisition Symphony           | DE69 (5 Wo.)DE | — | — | — | FI10 (6 Wo.)FI | Erstveröffentlichung: 22. September 1998                     |
| 2000 | Cult                           | DE24 Gold · (24 Wo.)DE | AT58 (4 Wo.)AT | CH80 (1 Wo.)CH | — | FI15 (4 Wo.)FI | Erstveröffentlichung: 2. Oktober 2000 Verkäufe: + 150.000    |
| 2003 | Reflections                    | DE15 Gold · (9 Wo.)DE | AT26 (11 Wo.)AT | CH42 (8 Wo.)CH | — | FI8 (5 Wo.)FI | Erstveröffentlichung: 10. Februar 2003 Verkäufe: + 100.000   |
| 2005 | Apocalyptica                   | DE5 (16 Wo.)DE | AT6 (12 Wo.)AT | CH6 (10 Wo.)CH | — | FI2 Gold · (10 Wo.)FI | Erstveröffentlichung: 24. Januar 2005 Verkäufe: + 15.075     |
| 2007 | Worlds Collide                 | DE10 (7 Wo.)DE | AT13 (5 Wo.)AT | CH10 (5 Wo.)CH | US59 (39 Wo.)US | FI8 (6 Wo.)FI | Erstveröffentlichung: 13. September 2007 Verkäufe: + 243.000 |
| 2010 | 7th Symphony                   | DE6 (7 Wo.)DE | AT6 (5 Wo.)AT | CH5 (6 Wo.)CH | US31 (4 Wo.)US | FI2 (11 Wo.)FI | Erstveröffentlichung: 24. August 2010 Verkäufe: + 10.000     |
| 2015 | Shadowmaker                    | DE13 (3 Wo.)DE | AT31 (1 Wo.)AT | CH15 (3 Wo.)CH | US190 (1 Wo.)US | FI7 (7 Wo.)FI | Erstveröffentlichung: 17. April 2015                         |
| 2020 | Cell-0                         | DE24 (1 Wo.)DE | AT62 (1 Wo.)AT | CH11 (2 Wo.)CH | — | FI13 (2 Wo.)FI | Erstveröffentlichung: 10. Januar 2020                        |
| 2024 | Plays Metallica Vol. 2         | DE19 (1 Wo.)DE | AT32 (1 Wo.)AT | CH20 (1 Wo.)CH | — | FI25 (1 Wo.)FI | Erstveröffentlichung: 7. Juni 2024                           |

### Livealben
| Jahr | Titel                                               | Höchstplatzierung, Gesamtwochen, AuszeichnungChartplatzierungen (Jahr, Titel, Platzierungen, Wochen, Auszeichnungen, Anmerkungen) | Höchstplatzierung, Gesamtwochen, AuszeichnungChartplatzierungen (Jahr, Titel, Platzierungen, Wochen, Auszeichnungen, Anmerkungen) | Höchstplatzierung, Gesamtwochen, AuszeichnungChartplatzierungen (Jahr, Titel, Platzierungen, Wochen, Auszeichnungen, Anmerkungen) | Höchstplatzierung, Gesamtwochen, AuszeichnungChartplatzierungen (Jahr, Titel, Platzierungen, Wochen, Auszeichnungen, Anmerkungen) | Höchstplatzierung, Gesamtwochen, AuszeichnungChartplatzierungen (Jahr, Titel, Platzierungen, Wochen, Auszeichnungen, Anmerkungen) | Anmerkungen                                                           |
| Jahr | Titel                                               | DE | AT | CH | US | FI | Anmerkungen                                                           |
| ---- | --------------------------------------------------- | --- | --- | --- | --- | --- | --------------------------------------------------------------------- |
| 2013 | Gregor Seyffert’s Wagner Reloaded – Live in Leipzig | DE36 (1 Wo.)DE | AT70 (1 Wo.)AT | CH88 (1 Wo.)CH | — | FI40 (2 Wo.)FI | mit dem MDR-Sinfonieorchester Erstveröffentlichung: 15. November 2013 |

### Kompilationen
| Jahr | Titel                                          | Höchstplatzierung, Gesamtwochen, AuszeichnungChartplatzierungen (Jahr, Titel, Platzierungen, Wochen, Auszeichnungen, Anmerkungen) | Höchstplatzierung, Gesamtwochen, AuszeichnungChartplatzierungen (Jahr, Titel, Platzierungen, Wochen, Auszeichnungen, Anmerkungen) | Höchstplatzierung, Gesamtwochen, AuszeichnungChartplatzierungen (Jahr, Titel, Platzierungen, Wochen, Auszeichnungen, Anmerkungen) | Höchstplatzierung, Gesamtwochen, AuszeichnungChartplatzierungen (Jahr, Titel, Platzierungen, Wochen, Auszeichnungen, Anmerkungen) | Höchstplatzierung, Gesamtwochen, AuszeichnungChartplatzierungen (Jahr, Titel, Platzierungen, Wochen, Auszeichnungen, Anmerkungen) | Anmerkungen                        |
| Jahr | Titel                                          | DE | AT | CH | US | FI | Anmerkungen                        |
| ---- | ---------------------------------------------- | --- | --- | --- | --- | --- | ---------------------------------- |
| 2006 | Amplified // A Decade of Reinventing the Cello | DE24 (7 Wo.)DE | AT19 (12 Wo.)AT | CH23 (6 Wo.)CH | — | FI16 (13 Wo.)FI | Erstveröffentlichung: 30. Mai 2006 |

Weitere Kompilationen
- 2002: The Best of Apocalyptica (VÖ nur in Japan)

## Singles

### Als Leadmusiker
| Jahr | Titel Album                                             | Höchstplatzierung, Gesamtwochen, AuszeichnungChartplatzierungen (Jahr, Titel, Album, Platzierungen, Wochen, Auszeichnungen, Anmerkungen) | Höchstplatzierung, Gesamtwochen, AuszeichnungChartplatzierungen (Jahr, Titel, Album, Platzierungen, Wochen, Auszeichnungen, Anmerkungen) | Höchstplatzierung, Gesamtwochen, AuszeichnungChartplatzierungen (Jahr, Titel, Album, Platzierungen, Wochen, Auszeichnungen, Anmerkungen) | Höchstplatzierung, Gesamtwochen, AuszeichnungChartplatzierungen (Jahr, Titel, Album, Platzierungen, Wochen, Auszeichnungen, Anmerkungen) | Höchstplatzierung, Gesamtwochen, AuszeichnungChartplatzierungen (Jahr, Titel, Album, Platzierungen, Wochen, Auszeichnungen, Anmerkungen) | Anmerkungen                                                               |
| Jahr | Titel Album                                             | DE | AT | CH | US | FI | Anmerkungen                                                               |
| ---- | ------------------------------------------------------- | --- | --- | --- | --- | --- | ------------------------------------------------------------------------- |
| 1996 | O Holy Night –                                          | — | — | — | — | FI11 (2 Wo.)FI | Erstveröffentlichung: November 1996                                       |
| 2001 | Path Vol. 2 Cult                                        | DE41 (9 Wo.)DE | AT58 (7 Wo.)AT | CH100 (1 Wo.)CH | — | FI4 (8 Wo.)FI | Erstveröffentlichung: 6. November 2001 feat. Sandra Nasić                 |
| 2001 | Hope Vol. 2 Cult                                        | DE74 (3 Wo.)DE | — | — | — | — | Erstveröffentlichung: November 2001 feat. Matthias Sayer                  |
| 2003 | Faraway Vol. 2 Reflections                              | DE43 (5 Wo.)DE | — | — | — | — | Erstveröffentlichung: Juni 2003 feat. Linda Sundblad                      |
| 2003 | Seemann Reflections                                     | DE13 (9 Wo.)DE | AT35 (7 Wo.)AT | CH73 (2 Wo.)CH | — | FI18 (2 Wo.)FI | Erstveröffentlichung: 6. Oktober 2003 feat. Nina Hagen                    |
| 2004 | Bittersweet Apocalyptica                                | DE6 (14 Wo.)DE | AT11 (15 Wo.)AT | CH8 (15 Wo.)CH | — | FI1 (11 Wo.)FI | Erstveröffentlichung: 29. November 2004 feat. Ville Valo & Lauri Ylönen   |
| 2005 | Wie weit / How Far / En Vie Apocalyptica                | DE23 (9 Wo.)DE | AT43 (3 Wo.)AT | CH60 (4 Wo.)CH | — | — | Erstveröffentlichung: 14. Februar 2005 feat. Marta Jandová                |
| 2005 | Life Burns Apocalyptica                                 | DE31 (6 Wo.)DE | AT61 (2 Wo.)AT | CH80 (4 Wo.)CH | — | FI17 (1 Wo.)FI | Erstveröffentlichung: 11. April 2005 feat. Lauri Ylönen                   |
| 2006 | Repressed Amplified – A Decade of Reinventing the Cello | DE74 (2 Wo.)DE | — | — | — | FI19 (1 Wo.)FI | Erstveröffentlichung: 19. Mai 2006 feat. Max Cavalera & Matt Tuck         |
| 2007 | I’m Not Jesus Worlds Collide                            | DE55 (6 Wo.)DE | — | — | — | FI15 (1 Wo.)FI | Erstveröffentlichung: 17. September 2007 feat. Corey Taylor               |
| 2008 | I Don’t Care Worlds Collide                             | — | — | — | US78 (16 Wo.)US | FI13 (4 Wo.)FI | Erstveröffentlichung: 30. Mai 2008 feat. Adam Gontier; Verkäufe: + 40.000 |
| 2010 | End of Me 7th Symphony                                  | DE81 (1 Wo.)DE | — | — | — | — | Erstveröffentlichung: 2. August 2010 feat. Gavin Rossdale                 |
| 2019 | Me melkein kuoltiin –                                   | — | — | — | — | FI15 (1 Wo.)FI | Erstveröffentlichung: 8. Februar 2019 mit Tippa & Sanni                   |

Weitere Singles
- 1998: Harmageddon
- 2008: S.O.S. (Anything but Love) (feat. Cristina Scabbia)
- 2010: Broken Pieces (feat. Lacey Mosley)
- 2010: Not Strong Enough
- 2014: Shadowmaker
- 2015: Cold Blood
- 2015: Sin in Justice (feat. The Vamps)
- 2019: Ashes of the Modern World
- 2019: Rise
- 2019: En Route to Mayhem
- 2020: Cell-0
- 2021: White Room (feat. Jacoby Shaddix)
- 2024: The Four Horsemen (feat. Robert Trujillo)
- 2024: The Unforgiven II
- 2024: One (feat. James Hetfield & Robert Trujillo)

### Als Gastmusiker
| Jahr | Titel Album                 | Höchstplatzierung, Gesamtwochen, AuszeichnungChartplatzierungen (Jahr, Titel, Album, Platzierungen, Wochen, Auszeichnungen, Anmerkungen) | Höchstplatzierung, Gesamtwochen, AuszeichnungChartplatzierungen (Jahr, Titel, Album, Platzierungen, Wochen, Auszeichnungen, Anmerkungen) | Höchstplatzierung, Gesamtwochen, AuszeichnungChartplatzierungen (Jahr, Titel, Album, Platzierungen, Wochen, Auszeichnungen, Anmerkungen) | Höchstplatzierung, Gesamtwochen, AuszeichnungChartplatzierungen (Jahr, Titel, Album, Platzierungen, Wochen, Auszeichnungen, Anmerkungen) | Höchstplatzierung, Gesamtwochen, AuszeichnungChartplatzierungen (Jahr, Titel, Album, Platzierungen, Wochen, Auszeichnungen, Anmerkungen) | Anmerkungen                                                    |
| Jahr | Titel Album                 | DE | AT | CH | US | FI | Anmerkungen                                                    |
| ---- | --------------------------- | --- | --- | --- | --- | --- | -------------------------------------------------------------- |
| 2006 | Die Schlinge GlaubeLiebeTod | DE51 (5 Wo.)DE | — | — | — | — | Erstveröffentlichung: 7. August 2006 Oomph! feat. Apocalyptica |

## Gastbeiträge
- Amon Amarth feat. Apocalyptica – Live for the Kill
- Angelzoom feat. Apocalyptica – Turn the Sky
- Bullet for My Valentine feat. Apocalyptica – Intro
- Bush feat. Apocalyptica – Letting the Cables Sleep (Single-Version)
- Lacey Sturm feat. Apocalyptica – Broken Pieces
- Leningrad Cowboys feat. Apocalyptica – Where Is the Moon (Live)
- Schweisser feat. Apocalyptica – Meine Liebe ist ein Monster
- Sepultura feat. Apocalyptica – Valtio
- Till Lindemann feat. Apocalyptica – Helden
- The 69 Eyes feat. Apocalyptica – Ghost
- Ville Valo & Apocalyptica – Escape (Live)
- Waltari feat. Apocalyptica – Look out Tonite & Purify Yourself
- Rea Garvey feat. Apocalyptica – Riverside
- Sabaton feat. Apocalyptica – Angels Calling
- The Rasmus feat. Apocalyptica – Venomous Moon

## Videoalben und Musikvideos

### Videoalben
- 2001: Live
- 2003: Reflections (Bonus beim „Reflections Revised“ Album)
- 2006: Amplified – The Life Burns Tour
- 2007: I’m Not Jesus (Bonus beim „Worlds Collide - Special Edition“ Album)
- 2010: 7th Symphony (Bonus beim „7th Symphony“ Album)

### Musikvideos
| Jahr | Titel                       | Regisseur                               |
| ---- | --------------------------- | --------------------------------------- |
| 1996 | Enter Sandman               | Kare Hellen                             |
| 1996 | The Unforgiven              | Kare Hellen                             |
| 1998 | Harmageddon                 | Kare Hellen                             |
| 1998 | Nothing Else Matters        | Pasi Pauni                              |
| 1999 | Little Drummerboy           | Kristian Juuso                          |
| 2000 | Path                        | Mira Thiel y Carsten Gutschmidt         |
| 2001 | Path Vol. 2                 | Kai Sehr                                |
| 2002 | Hope Vol. 2                 | Christoph Mangler y Mathias Vielsaecker |
| 2003 | Somewhere Around Nothing    | Omar Abulzahab                          |
| 2003 | Faraway Vol. 2              | Olaf Heine                              |
| 2003 | Seemann                     | Taku Kaskela                            |
| 2004 | Bittersweet                 | Antti Jokinen                           |
| 2005 | Wie weit / How Far / En Vie | Uwe Flade                               |
| 2005 | Life Burns!                 | Patric Ullaeus                          |
| 2006 | Repressed                   | Ralf Strathmann                         |
| 2007 | I’m Not Jesus               | Tony Petrossian                         |
| 2007 | S.O.S. (Anything but Love)  | Markas Makilaksas                       |
| 2008 | I Don’t Care                | Lisa Mann                               |
| 2008 | Grace                       | Igor Burloff                            |
| 2010 | End of Me                   | Lisa Mann                               |

## Remixe
- 2000: Joachim Witt – Bataillon D’Amour („Apocalyptica Remix“)
- 2005: Rammstein – Benzin („Kerosiini Remix“ by Apocalyptica)

## Boxsets
- 2003: Collectors Box Set (zwei CDs und eine Live-DVD)

## Statistik

### Chartauswertung
|                     | DE     | AT     | CH     | US    | FI     |
| ------------------- | ------ | ------ | ------ | ----- | ------ |
| Nummer-eins-Alben   | DE—DE  | AT—AT  | CH—CH  | US—US | FI—FI  |
| Top-10-Alben        | DE3DE  | AT2AT  | CH3CH  | US—US | FI7FI  |
| Alben in den Charts | DE11DE | AT10AT | CH10CH | US3US | FI12FI |

|                       | DE     | AT    | CH    | US    | FI    |
| --------------------- | ------ | ----- | ----- | ----- | ----- |
| Nummer-eins-Singles   | DE—DE  | AT—AT | CH—CH | US—US | FI1FI |
| Top-10-Singles        | DE1DE  | AT—AT | CH1CH | US—US | FI2FI |
| Singles in den Charts | DE11DE | AT5AT | CH5CH | US1US | FI9FI |

### Auszeichnungen für Musikverkäufe
| Goldene Schallplatte - Kanada - 2018: für die Single I Don’t Care - Polen - 2000: für das Album Plays Metallica by Four Cellos - 2011: für das Album 7th Symphony - Russland - 2007: für das Album Worlds Collide |

Anmerkung: Auszeichnungen in Ländern aus den Charttabellen bzw. Chartboxen sind in ebendiesen zu finden.
| Land/RegionAuszeichnungen für Musikverkäufe (Land/Region, Auszeichnungen, Verkäufe, Quellen) | Gold     | Platin  | Verkäufe | Quellen           |
| -------------------------------------------------------------------------------------------- | -------- | ------- | -------- | ----------------- |
| Deutschland (BVMI)                                                                           | 3× Gold3 | —       | 500.000  | musikindustrie.de |
| Finnland (IFPI)                                                                              | Gold1    | Platin1 | 38.378   | ifpi.fi           |
| Kanada (MC)                                                                                  | Gold1    | —       | 40.000   | musiccanada.com   |
| Polen (ZPAV)                                                                                 | 2× Gold2 | —       | 60.000   | olis.pl           |
| Russland (NFPF)                                                                              | Gold1    | —       | 10.000   | 2m-online.ru      |
| Vereinigte Staaten (RIAA)                                                                    | —        | —       | 233.000  | Einzelnachweise   |
| Insgesamt                                                                                    | 8× Gold8 | Platin1 |          |                   |